# Internet Broadway Database
Internet Broadway Database (IBDb) er en officiel online teaterdatabase over alle Broadway theatre opsætninger og deres medvirkende fra starten af det 18. århundrede til i dag. Databasen opdateres af forskningsafdelingen af "League of American Theatres and Producers" – en handelsorganisation for kommercielle nordamerikanske teatre. Databasen blev oprettet af Karen Hauser i 1995.